# Turbinoplastie

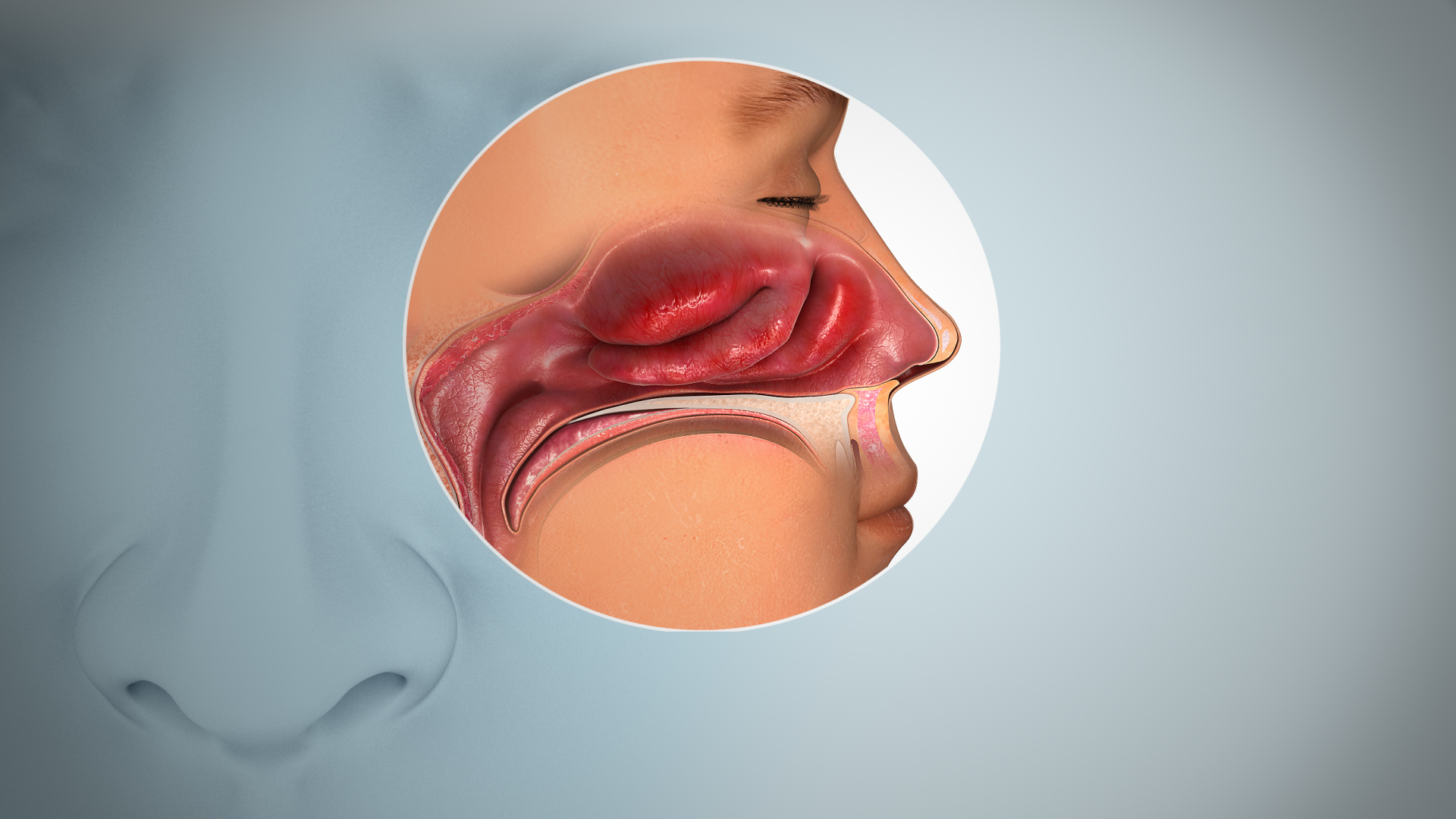
Des cornets nasaux hypertrophiés peuvent obstruer le nez. La turbinoplastie permet de réduire leur volume

La turbinoplastie est l'ablation chirurgicale partielle des cornets du nez inférieurs.
Elle est utilisée par le praticien lorsque le patient se plaint de gênes respiratoires chroniques, et d'obstruction nasale liée à une augmentation de volume des cornets inférieurs. Elle peut se réaliser sous anesthésie locale ou générale.
Le terme « turbinectomie » peut quant à lui être utilisé pour l'ablation chirurgicale totale ou partielle des cornets du nez.

## Indication
La turbinoplastie est indiquée en cas d'obstruction nasale, par hypertrophie des cornets. En fonction de la composition du cornet (muqueuse ou os), le chirurgien diminue la muqueuse, luxe la partie osseuse, voire la sectionne, pour augmenter le volume du corridor nasal permettant le passage de l'air.
La turbinoplastie ne joue pas sur la rhinorrhée (écoulement nasal), ou sur les éternuements.

## Risques et complications
Le risque le plus fréquent de l'intervention est le risque de saignement (epistaxis). Quelques jours après l'intervention, peuvent aussi se former des croûtes, qui peuvent aggraver temporairement l'obstruction nasale et nécessitent des soins locaux. La turbinoplastie, puisqu'elle ne sectionne pas le cornet, n'entraine de syndrome de nez vide que de manière exceptionnelle, à l'inverse de la turbinectomie,.
Nouvelle fiche d'information avant turbinoplastie HAS 2022 CNP-ORL 

## Techniques chirurgicales
Il existe plusieurs techniques chirurgicales de turbinoplastie. Elles visent toutes à diminuer le volume des cornets moyens, mais utilisent pour cela différents instruments (laser, radiofréquence, microdébrideur, bipolaire...). Les techniques actuelles ont plutôt tendance à épargner la muqueuse nasale pour faciliter les soins postopératoires.